# ウィンチェスター銃'73
『ウィンチェスター銃'73 』（原題：Winchester '73）は、1950年制作のアメリカ合衆国の西部劇映画。アンソニー・マン監督、ジェームズ・ステュアート出演。
1挺のウィンチェスターライフルをめぐって様々な人間模様が繰り広げられる。

## あらすじ
1873年、リン・マカダムはかつて射撃大会で優勝した際に獲得したウィンチェスターライフルをライバルのダッチに奪われてしまう。
相棒のハイスペードと共にダッチを追うリンであったが、ライフルは次から次へと商人やインディアンの手に渡って行く。

## キャスト
| 役名                         | 俳優                                | 日本語吹替                                                                   | 日本語吹替    | 日本語吹替                   |
| 役名                         | 俳優                                | NET版                                                                        | 東京12ch版    | ソフト版                     |
| ---------------------------- | ----------------------------------- | ---------------------------------------------------------------------------- | ------------- | ---------------------------- |
| リン・マカダム               | ジェームズ・ステュアート            | 浦野光                                                                       | 堀勝之祐      | 内田直哉                     |
| ローラ・マナーズ             | シェリー・ウィンタース              | 富永美沙子                                                                   | 小谷野美智子  | 幸田直子                     |
| ウェイコ・ジョニー・ディーン | ダン・デュリエ                      | 近石真介                                                                     |               | 後藤敦                       |
| ダッチ・ヘンリー・ブラウン   | スティーヴン・マクナリー （英語版） | 内海賢二                                                                     |               | 菅生隆之                     |
| ハイ・スペード               | ミラード・ミッチェル                | 小林昭二                                                                     |               | 納谷六朗                     |
| スティーヴ・ミラー           | チャールズ・ドレイク （英語版）     | 羽佐間道夫                                                                   |               | 中田和宏                     |
| ジョー・ラモント             | ジョン・マッキンタイア              | 高城淳一                                                                     |               | 千田光男                     |
| ワイアット・アープ           | ウィル・ギア                        | 大塚周夫                                                                     |               | 小島敏彦                     |
| ウィルクス軍曹               | ジェイ・C・フリッペン （英語版）    | 金井大                                                                       |               | 石井隆夫                     |
| ヤング・ブル                 | ロック・ハドソン                    | 細井重之                                                                     |               |                              |
| ジャック・ライカー           | ジョン・アレクサンダー (英語版)     |                                                                              |               | 小室正幸                     |
| ドーン                       | アンソニー・カーティス              |                                                                              |               |                              |
| 町民                         | ジャック・カーティス                |                                                                              |               |                              |
| 不明 その他                  | N/A                                 | 富田耕生 渡部猛 西山連 江角英明 井上真樹夫 西桂太 仁内達之 北見順子 北村弘一 |               |                              |
| 日本語版スタッフ             |                                     |                                                                              |               |                              |
| 演出                         | 演出                                | 山田悦司                                                                     |               |                              |
| 翻訳                         | 翻訳                                | 鈴木導                                                                       |               |                              |
| 効果                         |                                     |                                                                              |               |                              |
| 調整                         | 調整                                | 山田太平                                                                     |               |                              |
| 制作                         | 制作                                | グロービジョン                                                               |               |                              |
| 初回放送                     | 初回放送                            | 1971年4月16日                                                                | 1978年8月16日 | 2004年10月27日販売 のDVD収録 |

## ギャラリー

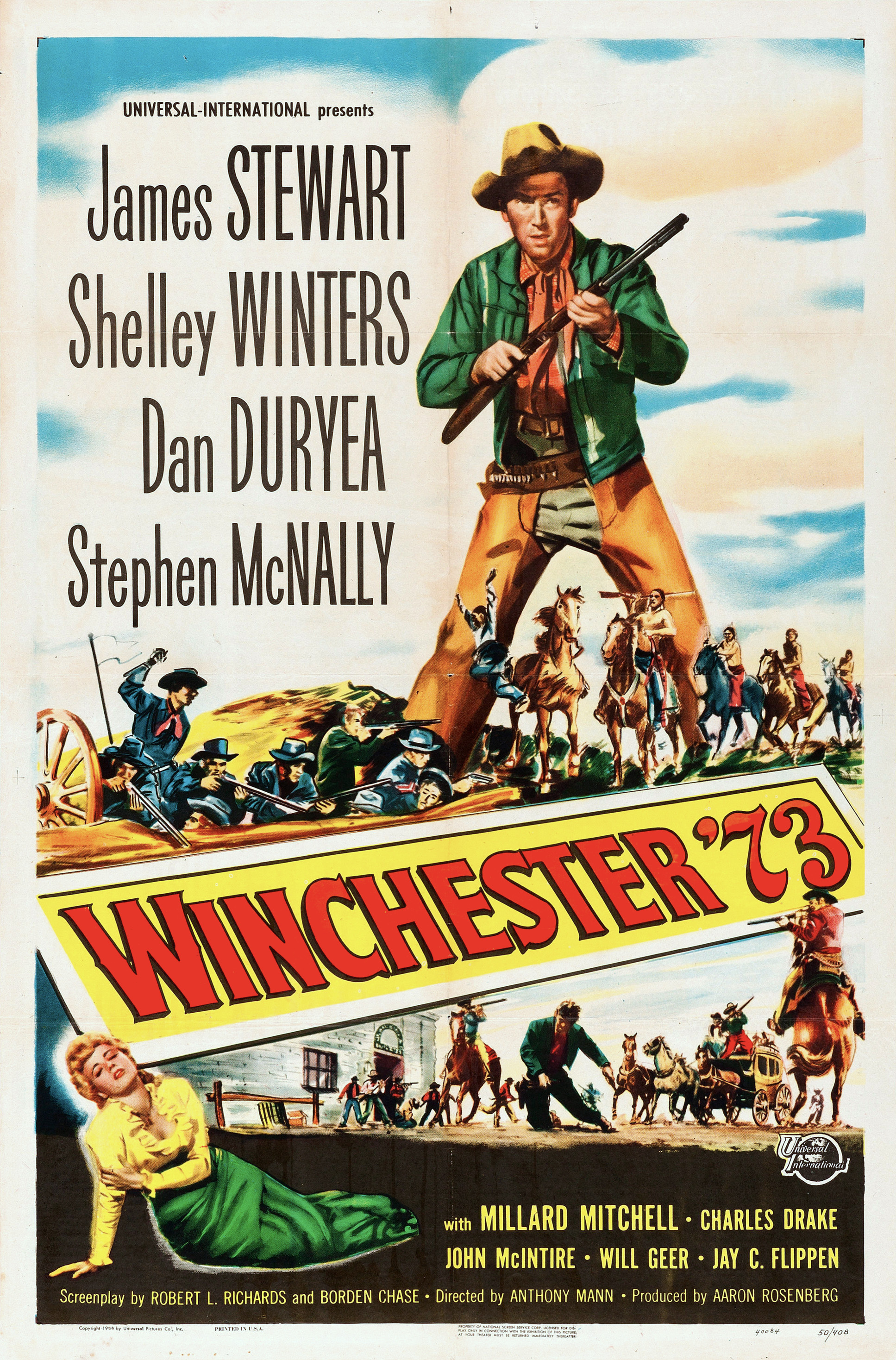
劇場公開時のポスター
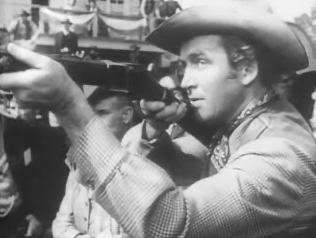
ジェームズ・ステュアート
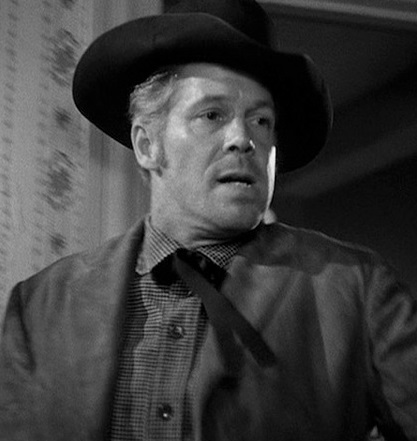
ダン・デュリエ